# Plaça de Gal·la Placídia
Plaça de Gal·la Placídia is een plein op de scheiding van de districten Gràcia en Sarrià-Sant Gervasi in Barcelona. De exacte locatie is tussen Travessera de Gràcia, Carrer de Neptú, Carrer de Milton, Carrer de l'Oreneta en Via Augusta. Het is gebouwd op de plek van een stroompje. De Mercat de la Llibertat, een van de 19e-eeuwse marketen van het district, is voorlopig verplaatst naar dit plein. Er is ook een katholieke kerk en een Mahayana boeddhistisch centrum te vinden. Het Col·legi d'Economistes de Catalunya hoofdkwartier, dat in aanbouw is, wordt ook gevestigd hier en men verwacht dat het in 2010 geopend.Het hoofdkwartier bevindt zich intussen in het nieuwe gebouw op Plaça de Gal·la Placídia, 32, Gràcia, 08006 Barcelona, Spanje.

## Naam
Het plein is uiteindelijk vernoemd naar de Romeinse keizerin Galla Placidia en ook naar een Catalaanse Opera gebaseerd op haar leven. Deze opera is geschreven in 1913 door Jaume Pahissa. De naam werd goedgekeurd in 1940.

## Transport
Het plein is de plek waar Ferrocarrils de la Generalitat de Catalunya (FGC) station Gràcia aan ligt, de lijnen L6 en L7 van de metro van Barcelona en de rest van de Metro del Vallès stoppen hier. Binnenkort wordt dit station tevens eindpunt van lijn 8.